# رونالد تشنغ
رونالد تشنغ (بالصينية: 鄭中基) هو مغني وموسيقي وممثل صيني، ولد في 9 مارس 1972 بهونغ كونغ في الصين.

## وصلات خارجية
- رونالد تشنغ على موقع IMDb (الإنجليزية)
- رونالد تشنغ على موقع ميوزك برينز (الإنجليزية)
- رونالد تشنغ على موقع أول ميوزيك (الإنجليزية)
- رونالد تشنغ على موقع ديسكوغز (الإنجليزية)
- رونالد تشنغ على موقع قاعدة بيانات الفيلم (الإنجليزية)